# Costus phyllocephalus
Costus phyllocephalus là một loài thực vật có hoa trong họ Costaceae. Loài này được K.Schum. mô tả khoa học đầu tiên năm 1892.